# Hlupín
Hlupín je obec v okrese Strakonice v Jihočeském kraji. Žije v ní 95 obyvatel.

## Historie
První písemná zmínka o obci pochází z roku 1382.

## Obyvatelstvo
| Rok            | 1869 | 1880 | 1890 | 1900 | 1910 | 1921 | 1930 | 1950 | 1961 | 1970 | 1980 | 1991 | 2001 | 2011 | 2021 |
| -------------- | ---- | ---- | ---- | ---- | ---- | ---- | ---- | ---- | ---- | ---- | ---- | ---- | ---- | ---- | ---- |
| Počet obyvatel | 274  | 313  | 303  | 266  | 284  | 281  | 266  | 184  | 176  | 149  | 115  | 87   | 97   | 92   | 84   |
| Počet domů     | 40   | 43   | 46   | 48   | 48   | 48   | 49   | 51   | 42   | 40   | 40   | 49   | 46   | 50   | 48   |

## Obecní správa
Mezi lety 1850–1878 patřil Hlupín jako osada obce k Mečichovu v okrese Strakonice. V letech 1878–1975 bylo obcí v okrese Strakonice (1850–1930), posléze v okrese Horažďovice (1950) a později opět v okrese Strakonice. Od 1. ledna 1976 do 23. listopadu 1990 patřil znovu jako část obce k Mečichovu a od 24. listopadu 1990 je opět samostatnou obcí.

## Pamětihodnosti
Kaple na návsi je zdobená věžičkou, slunečními hodinami ve štítu a malým kamenným křížkem. Poblíž návesní kaple se nachází kříž na vysokém stupňovitém kamenném podstavci. V kulatém štítku kříže je tento nápis: Pochválen buď Pán Ježíš Kristus.
Proti návesní kapli je umístěný kamenný pomník padlým spoluobčanům v obou světových válkách. Horní část pomníku je věnována padlým spoluobčanům v I. světové válce, spodní část padlým v II. světové válce. V horní části pomníku je pod státním znakem tento nápis: PAMÁTCE PADLÝCH Z HLUPÍNA VE VÁLCE SVĚTOVÉ 1914–1918. Po obou stranách je uvedeno 16 jmen. V spodní části je tento nápis: OBĚTI OKUPACE 1939–1945 a uvedena tři jména s podobenkami.
Na okraji obce u komunikace se nalézá výklenková kaple. Kaplička má mezi nikou a stříškou uvedenou dataci 1832. Před kaplí se na čtverhranném kamenném podstavci nachází kříž s datací, která je uvedena na spodní části – 1859. V oválném štítku kříže je tento nápis: Pochválen buď Pán Ježíš Kristus. Poblíž kapličky se nachází kamenný pomníček srdcovitého tvaru.
Pamětní kámen připomínající smrt francouzského vojáka ve válce o rakouské dědictví se nachází na jižním kraji vesnice.

## Galerie

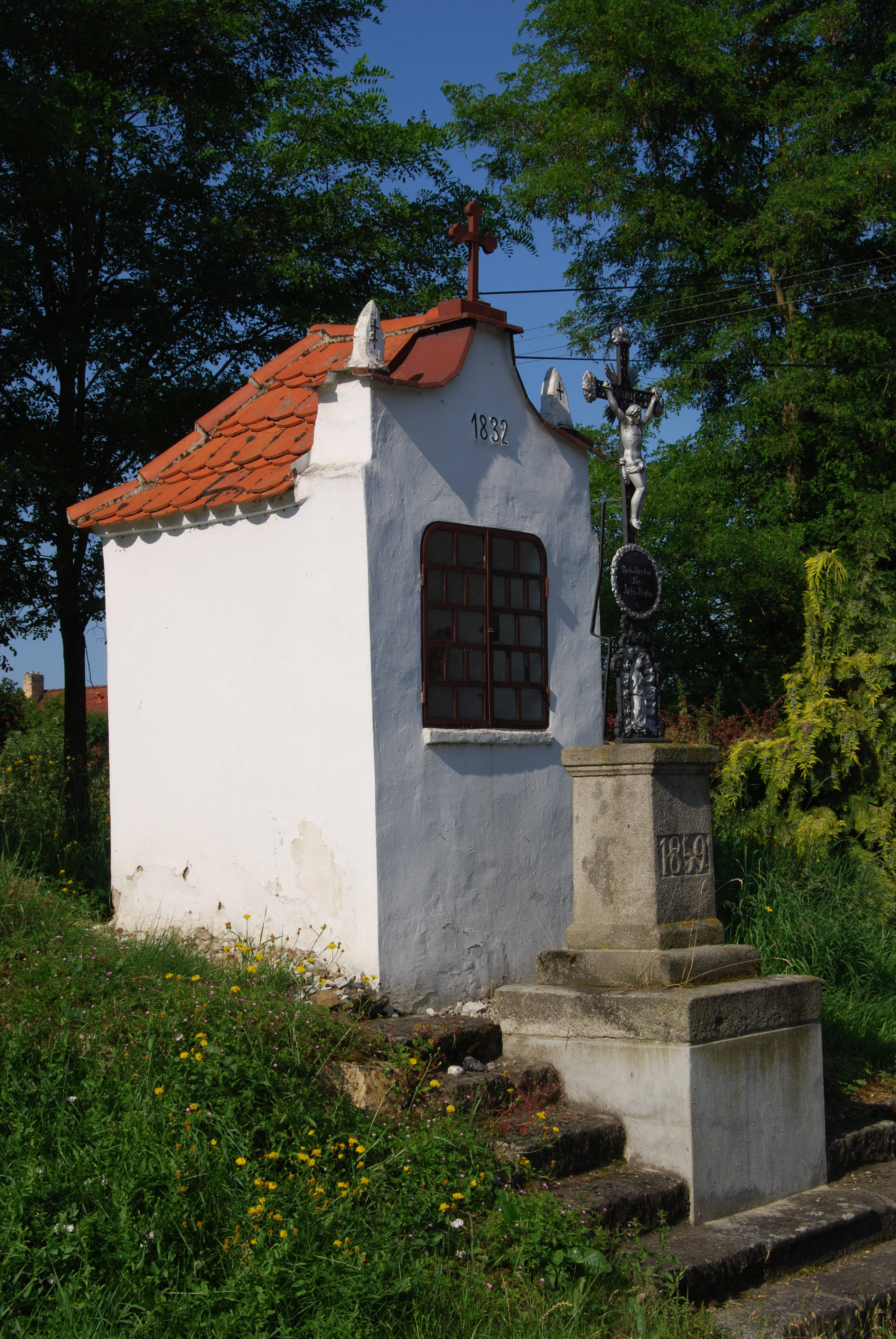
Výklenková kaple
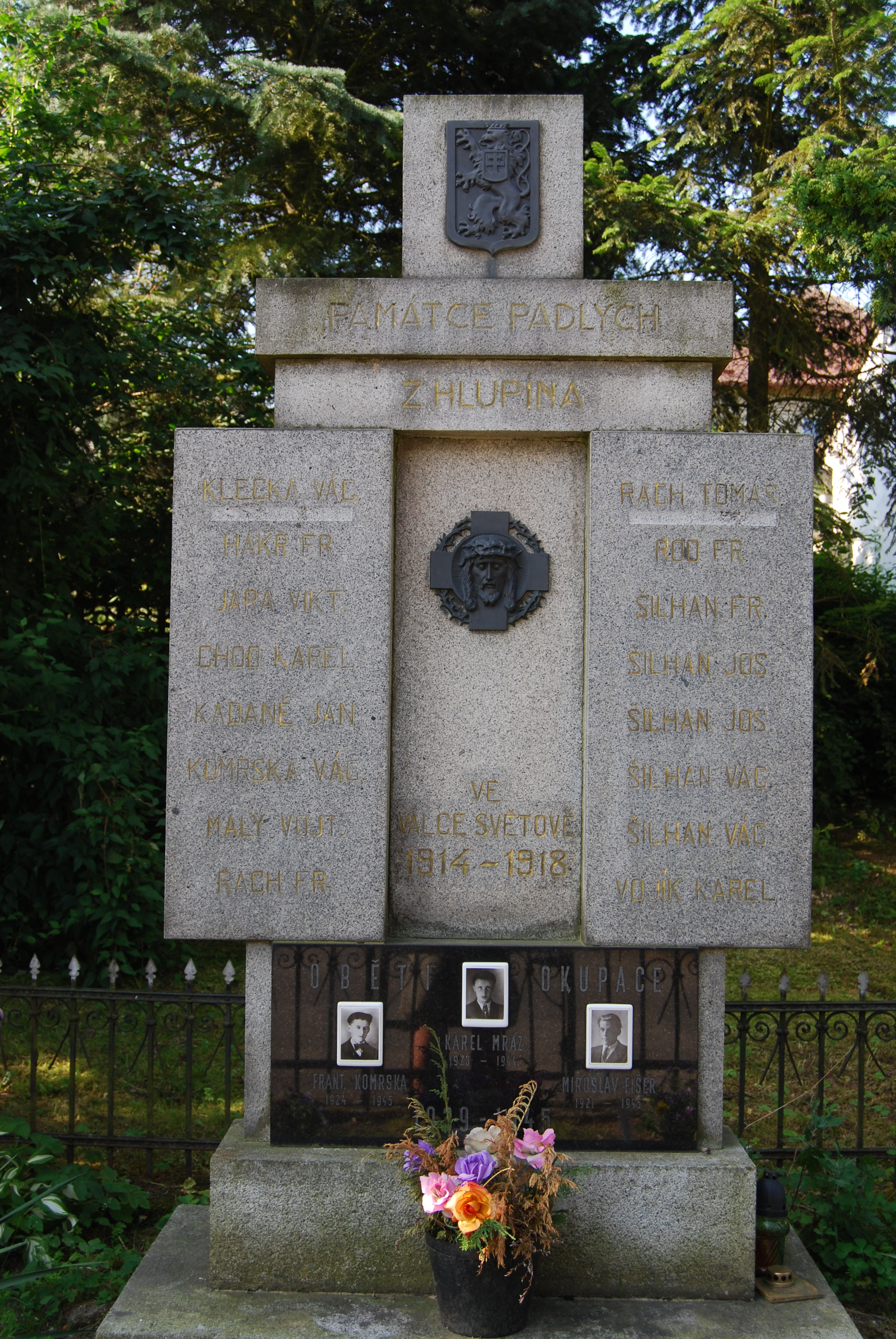
Pomník padlým
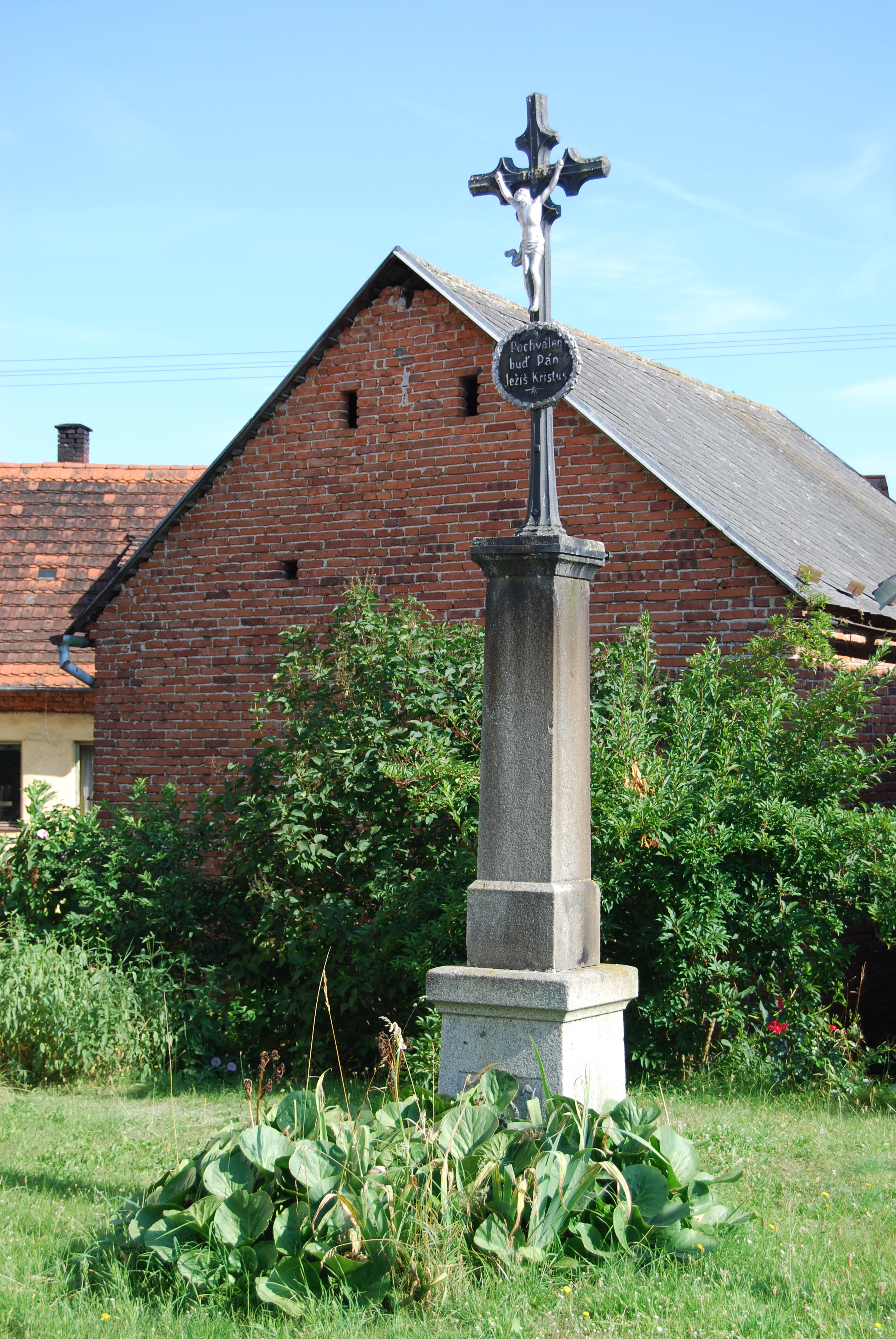
Kříž v obci
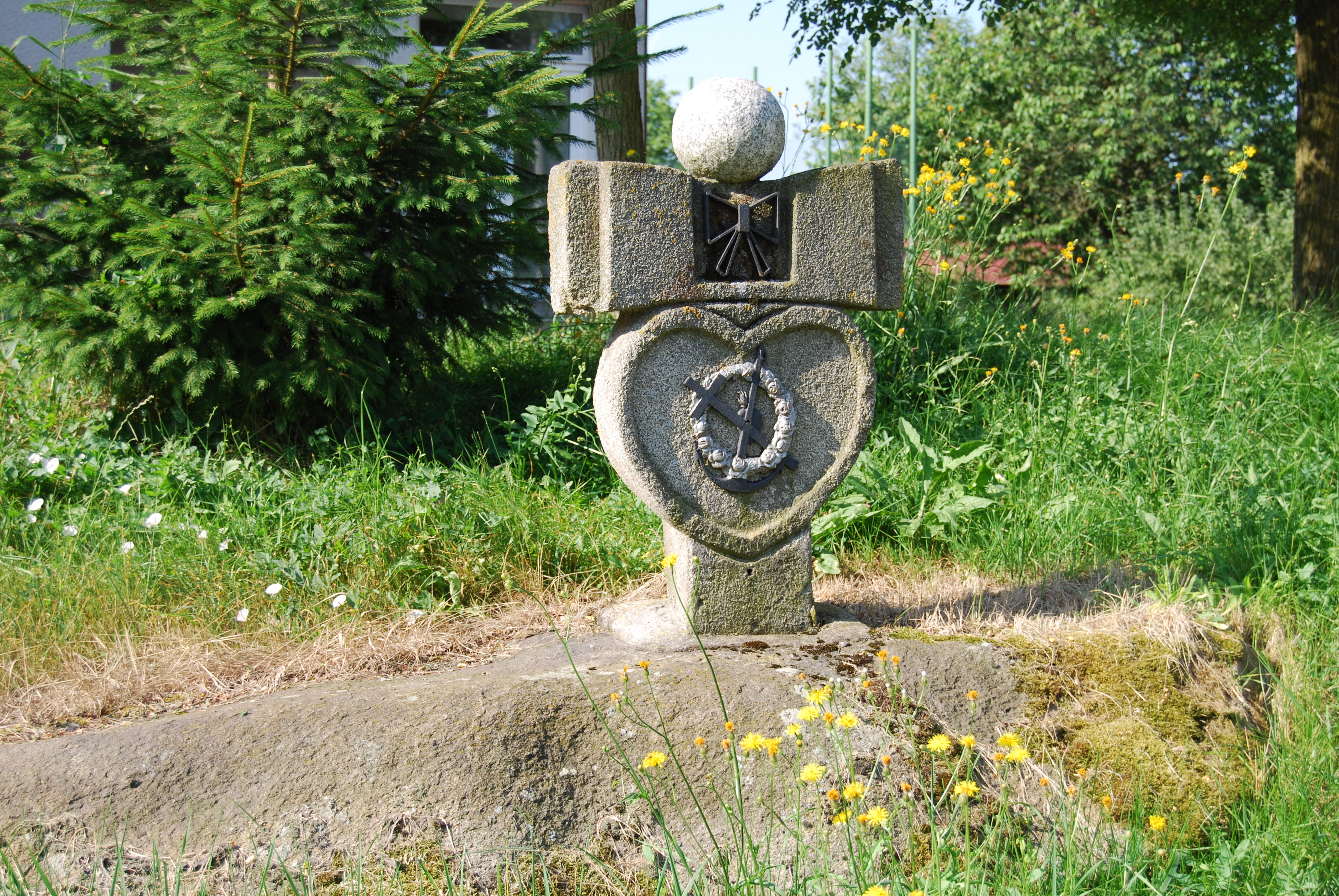
Pamětní kámen